# Lago Brenets
O Lago Brenets (designação suíça) ou Lago Chaillexon (nome francês) é um reservatório natural de água, na fronteira com a França (Haut-Doubs, Departamento de Doubs) e Suíça (Neuchâtel). Encontra-se no vale do rio Doubs, que forma a fronteira entre Suíça e França.
Teve a sua origem no Quaternário pelo deslizamento de um glaciar por uma área de calcário e de marga-calcário nas Cordilheiras de Jura e formado por uma barragem natural criada por uma queda de rochas durante o Pleistoceno, há 12000 anos.